# Maio
Maio (portugálul: Ilha do Maio) egy sziget a Zöld-foki Köztársaságban.

## Földrajz
A déli, Sotavento szigetcsoport legkeletibb tagja. Legközelebbi szomszédja a Santiago sziget mintegy 40 km-re nyugatra. A vulkáni eredetű szigetet geológiailag talán az ország legöregebb része. Hossza 24 km, szélessége 16 km, területe 269 km². Maión található a legnagyobb összefüggő erdőterület a Zöld-foki Köztársaságban.

## Történelem
A szigetet két portugál hajós Diego Gomes és Antonio de Noli fedezte fel 1460. május 1-jén. Innen ered a sziget neve, a Maio portugálul májust jelent. Lakói kezdetben főleg rabszolgák voltak, akik félig nomád állattenyésztéssel foglalkoztak, majd a sólepárlás vált a megélhetés forrásává. A 20. században tartós elvándorlás indult meg a szigetről, melyet a függetlenség elnyerése 1975 után munkahelyteremtéssel igyekeztek megállítani (útépítés, újraerdősítés).

## Gazdaság
Fő gazdasági ágak: az extenzív állattenyésztés, a halászat és a kézművesség (kerámia).
Jelentős bevételi forrás Praia-n és a tengerentúlon dolgozók adományai.
A fővárosban Vila do Maión kikötő és repülőtér működik, mely a helyi igényeket szolgálja ki.
A sziget partjait kilométereken át kísérő finom, fehér homokos strandok, és a sziklás partvidék romantikus tájai jelentős idegenforgalmi potenciált rejtenek, mely még alig kiaknázott.